# Anatomía de un Dandy
Anatomía de un Dandy és una pel·lícula documental espanyola (2020) codirigida per Charlie Arnaiz i Alberto Ortega, sobre la vida de l'escriptor madrileny Francisco Umbral.

## Sinopsi
Anatomía de un Dandy conta la vida de Francisco Umbral amb una estructura narrativa embastada pels títols dels capítols d'alguns dels seus llibres, amb la veu d'Aitana Sánchez-Gijón. Un resum biogràfic que utilitza documents d'arxiu, de la seva casa de Majadahonda, de televisió, de ràdio, de periòdics, records d'amics, companys de treball i de la seva dona María España Suárez Garrido, entre d'altres. Es va presentar en la Setmana Internacional de Cinema de Valladolid (SEMINCI) el 26 d'octubre de 2020.

## Història
El Festival de cinema de Valladolid (SEMINCI) en la seva edició 65a de l'any 2020 va presentar el documental Anatomía de un Dandy com un homenatge a l'escriptor, Francisco Umbral, que va viure en aquesta ciutat castellana. Després de 3 anys de treball i recerca dels dos directors, Charlie Arnaiz i Alberto Ortega, presenten els descobriments trobats sobre la vida personal de l'escriptor amb la seqüència de material inèdit trobat, al costat d'altres documents coneguts, després d'un treball de selecció, estructura i muntatge per contar qui va ser Francisco Alejandro Pérez Martínez, ocult sota el pseudònim i nom públic de Francisco Umbral. Les recerques sobre el pare desconegut de Francisco Umbral, nom de l'autor que amaga al nom oficial, Francisco Alejandro Pérez Martínez, amb els dos cognoms de la seva mare. La relació curta i intensa amb la seva mare subjeu latent a tota la cinta. També la mort del seu fill Pincho, l'any 1974 amb tan sols sis anys, roman de manera subliminal en la vida d'un Llindar i en el recorregut narratiu de tota la història visual. Els suports rebuts del seu paisà Miguel Delibes quan es trasllada a Madrid en 1961, l'emoció de la seva primera visita al Café Gijón, la primera trobada amb Camilo José Cela que també veurà en Umbral la llavor del bon escriptor.
La descripció del personatge, Llindar, ser realitza amb documents d'arxius públics coneguts, com les seves intervencions en múltiples programes de televisió, entrevistes en ràdios, les seves columnes periodístiques en El País i El Mundo, els seus llibres, al costat dels documents d'arxiu privat de la seva casa de Majadahonda, La Dacha, enregistraments i fotografies amb la seva dona, María España Suárez Garrido i el seu fill Pincho, Francisco Pérez Suárez. L'ordre narratiu es recolza en els títols de capítols d'alguns dels seus llibres, una selecció que busca a la persona després de la ficció dels seus llibres i les seves aparicions públiques.
Amb el treball de "arqueologia visual" realitzat pels directors, podem tornar a veure a Llindar en el programa de RTVE quan va dir la seva cèlebre frase "He vingut aquí a parlar del meu llibre". Mercedes Milá, José María Íñigo, Jesús Hermida, entre els periodistes que el van entrevistar. Raúl del Pozo, Juan Cruz (periodista), Manuel Jabois, Pedro J. Ramírez, Ángel Antonio Herrera, Antonio Lucas, David Gistau, Victoria Vera, Ramoncín, algunes de la persones que compten les seves vivències personals amb Llindar. A més, van fer un treball de selecció donat el gran nombre d'escrits que Umbral ha deixat després de la seva mort en 2007, al voltant de 200 novel·les i 10.000 articles publicats en diferents mitjans.
El títol del documental es pren com un joc entre la imatge que Umbral representava i el títol d'un dels seus assajos "Larra, anatomía de un dandy". El contingut és un recorregut per la història de la literatura espanyola a través dels seus mentors i benvolguts Miguel Delibes, Camilo José Cela o José Hierro, i de la societat espanyola dels anys de la Movida madrilenya. A més, i sobretot, una aproximació a la cara oculta d'un personatge públic mediàtic, Francisco Umbral.

## Fitxa tècnica
- Direcció: Charlie Arnaiz, Alberto Ortega
- Guió: Óscar García Blesa, Emilio González, Álvaro Giménez Sarmiento
- Fotografia: Luis Ángel Pérez
- Repartiment: Documental (Veu: Aitana Sánchez-Gijón. intervencions de: Francisco Umbral, María España Suárez, Raúl del Pozo, Juan Cruz (periodista), Manuel Jabois, Pedro J. Ramírez, Ángel Antonio Herrera, Antonio Lucas, David Gistau, Victoria Vera, Ramoncín)
- Productora: Por amor al arte Producciones S.L, Malvalanda, Dadá Films & Entertainment, Televisión Española (TVE)
- Productora executiva: María del Puy Alvarado
- Rodatges: Madrid i Castella i Lleó
- Duració: 90 min.